# Zig-Zag
Zig-Zag var et landsdækkende og meget populært ungdoms-tv-program, der blev udsendt ugentligt fra 1987 til 1996 af Danmarks Radio.
Programmet var baseret på et hold af faste tv-værter, der i studiet interviewede gæster om de for ungdomskulturen aktuelle temaer, fx selvmord. Blandt de faste værter var:
- Kamilla Gregersen
- Jan Lagermand Lundme
- Søren Bräuner